# Venatrix koori
Venatrix koori är en spindelart som beskrevs av Volker W. Framenau och Vink 200. Venatrix koori ingår i släktet Venatrix och familjen vargspindlar.
Artens utbredningsområde är Victoria, Australien. Inga underarter finns listade i Catalogue of Life.